# Бернгард Руст
Бернгард Руст (нім. Bernhard Rust) — державний і партійний діяч Третього рейху, міністр науки, виховання і освіти Пруссії (з 22 квітня 1933), рейхсміністр Імперського міністерства науки, виховання і народної освіти (1 травня 1934 — 30 квітень 1945), керівник «Націонал-соціалістичних навчальних інститутів» (з 1 лютого 1934), гауляйтер Південного Ганновера — Брауншвейга (1 жовтня 1928 рік — листопад 1940), обергрупенфюрер СА (9 листопада 1936).

## Біографія
Походив із старовинної юнкерської сім'ї. Освіту здобув в Ганноверській гімназії, потім вивчав германістику, філологію і філософію в Мюнхенському, Берлінському, Гальському і Геттінгенському університетах.
Руст брав участь у Першій світовій війні, був кілька разів поранений, у тому числі отримав важку травму голови, що, як припускають, згодом позначилося на його психічному здоров'ї. За бойові заслуги нагороджений Залізним хрестом 1-го і 2-го класу, Лицарським хрестом ордена Будинку Гогенцоллернів; в кінці війни командував ротою, лейтенант. У 1919 році повернувся до педагогічної діяльності, брав участь в роботі різних правих організацій.

### Політична діяльність
У 1924 році Руст вступив в Німецьку Народну Вільну партію. У травні 1924 року став членом міських зборів Ганновера. 27 лютого 1925 року вступив у НСДАП (партквиток № 3390). 22 березня 1925 року Штрассером призначений гауляйтером гау Східний Ганновер, а через п'ять днів затверджений на цій посаді Гітлером. Після реорганізації кордонів гау 1 жовтня 1928 року Руст став гауляйтером Південного Ганновера — Брауншвейга.
31 березня 1930 року втратив свою роботу в якості шкільного вчителя за пияцтво, згідно з іншими джерелами, через відхилення в психіці, утиски студентів, а також за свою політичну діяльність. Офіційно ж Руст подав у відставку через перевантаженість роботою. З 1930 по 1932 рік представляв вчителів Ганновера в Ганноверському провінційному парламенті (ландтазі), входив до бюджетної комісії ландтагу. У листопаді 1930 очолив фракцію НСДАП в ландтазі. З 14 вересня 1930 року — депутат Рейхстагу від округу Південний Ганновер. З 15 липня 1932 року — ландесінспектор НСДАП Нижньої Саксонії.

#### На посту міністра науки, виховання і освіти Пруссії
4 лютого 1933 року Руст був призначений комісаром Міністерства науки, мистецтв і освіти Пруссії, а 22 квітня 1933 року затверджений міністром. З 1933 року — прусський державний радник. Руст заявляв, що за рік він зміг ліквідувати школу як «притулок інтелектуальної акробатики». 1 лютого 1934 року прийняв на себе керівництво «Націонал-соціалістичними навчальними інститутами».

#### На посту рейхсміністра
1 травня 1934 року Руст очолив Імперське міністерство науки, виховання і народної освіти. Залишався на цій посаді до 30 квітня 1945 року. На посту рейхсміністра керував націфікацією середньої і вищої школи і перебудовою німецької системи освіти, так, щоб вона сприяла втіленню в життя ідеалів націонал-соціалізму. У 1934 році всі навчальні заклади Німеччини були вилучені з ведення місцевої влади і передані Імперському міністерству науки, виховання і народної освіти. В руках Руста було зосереджено керівництво німецької наукою та системою освіти, він призначав ректорів і деканів університетів, керівників Націонал-соціалістичного союзу німецьких студентів (NS-Deutsche Studentenbund) і Націонал-соціалістичного союзу доцентів Німеччини (NS-Deutsche Dozentenbund), а до 1936 року здійснював контроль за молодіжними організаціями, в тому числі за Гітлерюгендом.
На підставі «Закону про відновлення професійного чиновництва» (Gesetz zur Wiederherstellung des Berufsbeamtentums) Рустом було звільнено близько тисячі педагогів, головним чином, євреїв, соціалістів і лібералів, що мало дуже серйозні наслідки для німецьких позицій в області науки. В результаті багато вчених високого класу емігрували з Німеччини, включаючи близько десятка Нобелівських лауреатів.

### Останні роки життя і смерть
У квітні 1945 року втік з сім'єю з Берліна на північ Німеччини, в Мюрвіке, де розміщувалася штаб-квартира Карла Деніца, проте в новий уряд Німеччини, сформований Деніцем, Руст не потрапив, до того ж в «Політичному заповіті» Гітлера Руст і не згадувався в числі членів нового кабінету міністрів.
Покінчив життя самогубством (застрелився). Похований в Нюбелі, Шлезвіг-Гольштейн.

## Нагороди
- Залізний хрест 2-го і 1-го класу
- Хрест «За військові заслуги» (Австро-Угорщина) 3-го класу з мечами та військовою відзнакою
- Лицарський хрест ордена дому Гогенцоллернів з мечами
- Нагрудний знак «За поранення» в чорному
- Почесний хрест ветерана війни з мечами
- Золотий партійний знак НСДАП
- Німецький Олімпійський знак 1-го класу

- Медаль «За вислугу років у НСДАП» в бронзі та сріблі (15 років)